# KTF
KTF (Korea Telecom Freetel) era uma firma sul coreana de telecomunicações, hoje mesclada com a Korea Telecom, especializada em celulares, mobiles, ou fones. Desde 1999, desenvolveu grandes operações em países estrangeiros. A companhia é responsável por desenvolver ring back tones personalizados. Em 1 de Junho de 2009, KTF se fundiu com a KT.
Em 2003, KTF recebeu um pedido da PT Mobile-8 Telecom da Indonésia para um serviço de consultoria. KTF também assinou contrato para a exportação de seu sistema de gestão de redes CDMA, e investiu US10 milhões de dólares na provedora portátil da Indonésia.
KTF comercializou o primeiro serviço nacional HDSPA com a marca "SHOW" em 1 de Março de 2007.
Na Índia, a firma completou o primeiro estágio de seus contratos com a Reliance pelo equivalente U$2.65 milhões de dólares em construção de redes CDMA.
KTF também possui 25% de participação na CEC Mobile da China, depois de investir a soma de 4.5 bilhões de wons em 2002. As duas maiores acionistas da KTF são a KT(52.99%) e a NTT DoCoMo(10.03%). KTF patrocina um time profissional de StarCraft.

## Mesclagem com a KT
KT declarou oficialmente em 14 de Janeiro de 2009, a KFTC aprovou em 25 de Fevereiro de 2009, KCC finalmente aprovou em 18 de Março de 2009. Uma reunião especial dos acionistas foi feita em 27 de Março de 2009, e finalmente em 31 de Maio de 2009 a KT foi fundida.